# Grand Prix Abu Zabi 2010

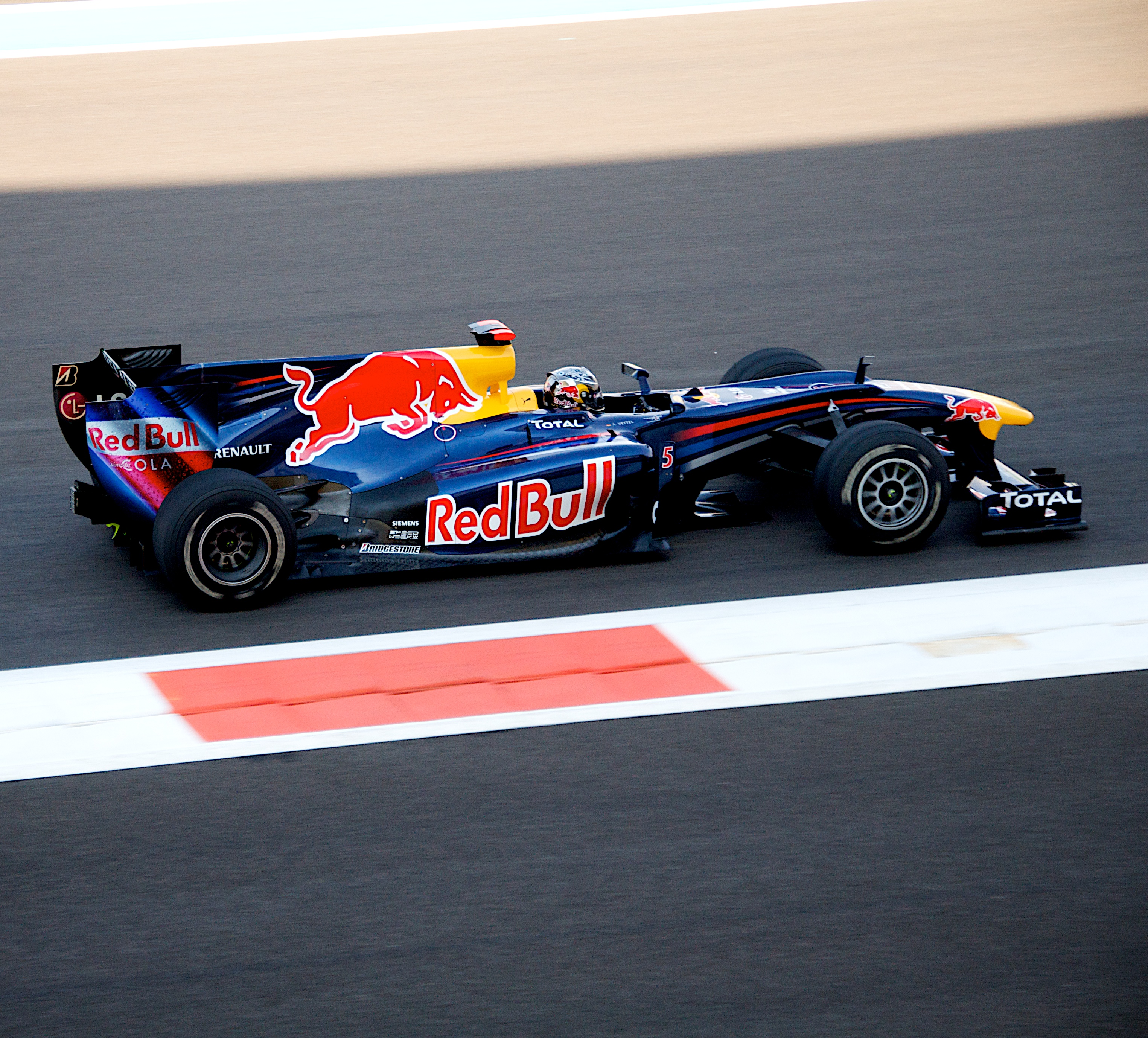
Sebastian Vettel podczas Grand Prix Abu Zabi 2010

Grand Prix Abu Zabi 2010 – dziewiętnasta, ostatnia runda Mistrzostw Świata Formuły 1 w sezonie 2010.

## Lista startowa
Na niebieskim tle kierowcy biorący udział jedynie w piątkowych treningach
| Nr | Kierowca           | Zespół                       | Samochód          | Silnik               | Opony |
| -- | ------------------ | ---------------------------- | ----------------- | -------------------- | ----- |
| 1  | Jenson Button      | Vodafone McLaren Mercedes    | McLaren MP4-25    | Mercedes-Benz FO108X | B     |
| 2  | Lewis Hamilton     | Vodafone McLaren Mercedes    | McLaren MP4-25    | Mercedes-BenzFO108X  | B     |
| 3  | Michael Schumacher | Mercedes GP Petronas F1 Team | Mercedes MGP W01  | Mercedes-Benz FO108X | B     |
| 4  | Nico Rosberg       | Mercedes GP Petronas F1 Team | Mercedes MGP W01  | Mercedes-BenzFO108X  | B     |
| 5  | Sebastian Vettel   | Red Bull Racing              | Red Bull RB6      | Renault RS27-2010    | B     |
| 6  | Mark Webber        | Red Bull Racing              | Red Bull RB6      | Renault RS27-2010    | B     |
| 7  | Felipe Massa       | Scuderia Marlboro Ferrari    | Ferrari F10       | Ferrari 056          | B     |
| 8  | Fernando Alonso    | Scuderia Marlboro Ferrari    | Ferrari F10       | Ferrari 056          | B     |
| 9  | Rubens Barrichello | AT&T WilliamsF1 Team         | Williams FW32     | Cosworth CA2010      | B     |
| 10 | Nico Hülkenberg    | AT&T WilliamsF1 Team         | Williams FW32     | Cosworth CA2010      | B     |
| 11 | Robert Kubica      | Renault F1 Team              | Renault R30       | Renault RS27-2010    | B     |
| 12 | Witalij Pietrow    | Renault F1 Team              | Renault R30       | Renault RS27-2010    | B     |
| 14 | Adrian Sutil       | Force India Formula One Team | Force India VJM03 | Mercedes-Benz FO108X | B     |
| 15 | Vitantonio Liuzzi  | Force India Formula One Team | Force India VJM03 | Mercedes-Benz FO108X | B     |
| 16 | Sébastien Buemi    | Scuderia Toro Rosso          | Toro Rosso STR5   | Ferrari 056          | B     |
| 17 | Jaime Alguersuari  | Scuderia Toro Rosso          | Toro Rosso STR5   | Ferrari 056          | B     |
| 18 | Jarno Trulli       | Lotus F1 Racing              | Lotus T127        | Cosworth CA2010      | B     |
| 19 | Heikki Kovalainen  | Lotus F1 Racing              | Lotus T127        | Cosworth CA2010      | B     |
| 19 | Fairuz Fauzy       | Lotus F1 Racing              | Lotus T127        | Cosworth CA2010      | B     |
| 20 | Christian Klien    | HRT F1 Team                  | Hispania F110     | Cosworth CA2010      | B     |
| 21 | Bruno Senna        | HRT F1 Team                  | Hispania F110     | Cosworth CA2010      | B     |
| 22 | Nick Heidfeld      | BMW Sauber F1 Team           | BMW Sauber C29    | Ferrari 056          | B     |
| 23 | Kamui Kobayashi    | BMW Sauber F1 Team           | BMW Sauber C29    | Ferrari 056          | B     |
| 24 | Timo Glock         | Virgin Racing                | Virgin VR-01      | Cosworth CA2010      | B     |
| 25 | Lucas Di Grassi    | Virgin Racing                | Virgin VR-01      | Cosworth CA2010      | B     |
| Nr | Kierowca           | Zespół                       | Samochód          | Silnik               | Opony |

## Wyniki

### Sesje treningowe
| Sesja | Nr | Kierowca         | Konstruktor      | Czas     | Okr. |
| ----- | -- | ---------------- | ---------------- | -------- | ---- |
| 1     | 5  | Sebastian Vettel | Red Bull-Renault | 1:42,760 | 18   |
| 2     | 2  | Lewis Hamilton   | McLaren          | 1:40,888 | 25   |
| 3     | 5  | Sebastian Vettel | Red Bull-Renault | 1:40,696 | 18   |

### Kwalifikacje
Źródło: Wyprzedź Mnie!
| Poz. | Nr | Kierowca           | Konstruktor          | Q1       | Q2       | Q3       | Poz. s. |
| --- | --- | ------------------ | -------------------- | -------- | -------- | -------- | ------- |
| 1 | 5 | Sebastian Vettel   | Red Bull-Renault     | 1:40,318 | 1:39,874 | 1:39,394 | 1       |
| 2 | 2 | Lewis Hamilton     | McLaren-Mercedes     | 1:40,335 | 1:40,119 | 1:39,425 | 2       |
| 3 | 8 | Fernando Alonso    | Ferrari              | 1:40,170 | 1:40,311 | 1:39,792 | 3       |
| 4 | 1 | Jenson Button      | McLaren-Mercedes     | 1:40,877 | 1:40,014 | 1:39,823 | 4       |
| 5 | 6 | Mark Webber        | Red Bull-Renault     | 1:40,690 | 1:40,074 | 1:39,925 | 5       |
| 6 | 7 | Felipe Massa       | Ferrari              | 1:40,942 | 1:40,323 | 1:40,202 | 6       |
| 7 | 9 | Rubens Barrichello | Williams-Cosworth    | 1:40,904 | 1:40,476 | 1:40,203 | 7       |
| 8 | 3 | Michael Schumacher | Mercedes             | 1:41,222 | 1:40,452 | 1:40,516 | 8       |
| 9 | 4 | Nico Rosberg       | Mercedes             | 1:40,231 | 1:40,060 | 1:40,589 | 9       |
| 10 | 12 | Witalij Pietrow    | Renault              | 1:41,018 | 1:40,658 | 1:40,901 | 10      |
| 11 | 11 | Robert Kubica      | Renault              | 1:41,336 | 1:40,780 | –        | 11      |
| 12 | 23 | Kamui Kobayashi    | BMW Sauber-Ferrari   | 1:41,045 | 1:40,783 | –        | 12      |
| 13 | 14 | Adrian Sutil       | Force India-Mercedes | 1:41,473 | 1:40,914 | –        | 13      |
| 14 | 22 | Nick Heidfeld      | BMW Sauber-Ferrari   | 1:41,409 | 1:41,113 | –        | 14      |
| 15 | 10 | Nico Hülkenberg    | Williams-Cosworth    | 1:41,015 | 1:41,418 | –        | 15      |
| 16 | 15 | Vitantonio Liuzzi  | Force India-Mercedes | 1:41,681 | 1:41,642 | –        | 16      |
| 17 | 17 | Jaime Alguersuari  | STR-Ferrari          | 1:41,707 | 1:41,738 | –        | 17      |
| 18 | 16 | Sébastien Buemi    | STR-Ferrari          | 1:41,824 | –        | –        | 18      |
| 19 | 18 | Jarno Trulli       | Lotus-Cosworth       | 1:43,516 | –        | –        | 19      |
| 20 | 19 | Heikki Kovalainen  | Lotus-Cosworth       | 1:43,712 | –        | –        | 20      |
| 21 | 24 | Timo Glock         | Virgin-Cosworth      | 1:44,095 | –        | –        | 21      |
| 22 | 25 | Lucas Di Grassi    | Virgin-Cosworth      | 1:44,510 | –        | –        | 22      |
| 23 | 21 | Bruno Senna        | HRT-Cosworth         | 1:45,085 | –        | –        | 23      |
| 24 | 20 | Christian Klien    | HRT-Cosworth         | 1:45,296 | –        | –        | 24      |
| Poz. | Nr | Kierowca           | Konstruktor          | Q1       | Q2       | Q3       | Poz. s. |
| \| Legenda \| Legenda \| \| ------------------------ \| ---------------------------------------------------------------------------------------------------------------------------------------------------------------------------------------------------------------------------------------------------------------- \| \| Poz. Nr Q1 Q2 Q3 Poz. s. \| Pozycja zajęta w sesji kwalifikacyjnej Numer startowy kierowcy Wynik uzyskany w pierwszej części kwalifikacji Wynik uzyskany w drugiej części kwalifikacji Wynik uzyskany w trzeciej części kwalifikacji Pozycja startowa po uwzględnięniu kar, przesunięć, itp. \| | |                    |                      |          |          |          |         |
| Legenda | |                    |                      |          |          |          |         |
| Poz. Nr Q1 Q2 Q3 Poz. s. | Pozycja zajęta w sesji kwalifikacyjnej Numer startowy kierowcy Wynik uzyskany w pierwszej części kwalifikacji Wynik uzyskany w drugiej części kwalifikacji Wynik uzyskany w trzeciej części kwalifikacji Pozycja startowa po uwzględnięniu kar, przesunięć, itp. |                    |                      |          |          |          |         |

### Wyścig
Źródło: Wyprzedź Mnie!
| P                 | + / –     | Nr | Kierowca           | Konstruktor          | Okr. | Czas / Strata                      | Komentarz              |
| ----------------- | --------- | -- | ------------------ | -------------------- | ---- | ---------------------------------- | ---------------------- |
| 1                 | Bez zmian | 5  | Sebastian Vettel   | Red Bull-Renault     | 55   | 1h39m36,837                        |                        |
| 2                 | Bez zmian | 2  | Lewis Hamilton     | McLaren-Mercedes     | 55   | +0:10,162                          |                        |
| 3                 | 1         | 1  | Jenson Button      | McLaren-Mercedes     | 55   | +0:11,047                          |                        |
| 4                 | 5         | 4  | Nico Rosberg       | Mercedes             | 55   | +0:30,747                          |                        |
| 5                 | 6         | 11 | Robert Kubica      | Renault              | 55   | +0:39,026                          |                        |
| 6                 | 4         | 12 | Witalij Pietrow    | Renault              | 55   | +0:43,520                          |                        |
| 7                 | 4         | 8  | Fernando Alonso    | Ferrari              | 55   | +0:43,797                          |                        |
| 8                 | 3         | 6  | Mark Webber        | Red Bull-Renault     | 55   | +0:44,243                          |                        |
| 9                 | 8         | 17 | Jaime Alguersuari  | STR-Ferrari          | 55   | +0:50,201                          |                        |
| 10                | 4         | 7  | Felipe Massa       | Ferrari              | 55   | +0:50,868                          |                        |
| 11                | 3         | 22 | Nick Heidfeld      | BMW Sauber-Ferrari   | 55   | +0:51,551                          |                        |
| 12                | 5         | 9  | Rubens Barrichello | Williams-Cosworth    | 55   | +0:57,686                          |                        |
| 13                | Bez zmian | 14 | Adrian Sutil       | Force India-Mercedes | 55   | +0:58,325                          |                        |
| 14                | 2         | 23 | Kamui Kobayashi    | BMW Sauber-Ferrari   | 55   | +0:59,558                          |                        |
| 15                | 3         | 16 | Sébastien Buemi    | STR-Ferrari          | 55   | +1:03,178                          |                        |
| 16                | 1         | 10 | Nico Hülkenberg    | Williams-Cosworth    | 55   | +1:04,763                          |                        |
| 17                | 3         | 19 | Heikki Kovalainen  | Lotus-Cosworth       | 54   | +1 okr.                            |                        |
| 18                | 4         | 25 | Lucas Di Grassi    | Virgin-Cosworth      | 53   | +2 okr.                            |                        |
| 19                | 4         | 21 | Bruno Senna        | HRT-Cosworth         | 53   | +2 okr. (03,353)                   |                        |
| 20                | 4         | 20 | Christian Klien    | HRT-Cosworth         | 53   | +2 okr. (13,472)                   |                        |
| 21                | 2         | 18 | Jarno Trulli       | Lotus-Cosworth       | 51   | tylne skrzydło/wycofał się +4 okr. |                        |
| Niesklasyfikowani |           |    |                    |                      |      |                                    |                        |
|                   |           | 24 | Timo Glock         | Virgin-Cosworth      | 43   |                                    | skrzynia biegów        |
|                   |           | 15 | Vitantonio Liuzzi  | Force India-Mercedes | 0    |                                    | kolizja z Schumacherem |
|                   |           | 3  | Michael Schumacher | Mercedes             | 0    |                                    | kolizja z Liuzzim      |
| P                 | + / –     | Nr | Kierowca           | Konstruktor          | Okr. | Czas / Strata                      | Komentarz              |

### Najszybsze okrążenie
Źródło: Wyprzedź Mnie!
| Nr | Kierowca       | Konstruktor      | Czas     | Okr. |
| -- | -------------- | ---------------- | -------- | ---- |
| 2  | Lewis Hamilton | McLaren-Mercedes | 1:41,274 | 47   |

## Prowadzenie w wyścigu
| Nr                              | Kierowca         | Okrążenia       | Suma |
| ------------------------------- | ---------------- | --------------- | ---- |
| 5                               | Sebastian Vettel | 1 – 24; 39 – 55 | 40   |
| 1                               | Jenson Button    | 24 – 39         | 15   |
| \| Wykres \| \| ------ \| \| \| |                  |                 |      |
| Wykres                          |                  |                 |      |
|                                 |                  |                 |      |

## Klasyfikacja po wyścigu
Źródło: Wyprzedź Mnie!

### Kierowcy
| P  | +/− | Kierowca           | Starty | Punkty | P1 | P2 | P3 | PP | NO | NS |
| -- | --- | ------------------ | ------ | ------ | -- | -- | -- | -- | -- | -- |
| 1  | +2  | Sebastian Vettel   | 19     | 256    | 5  | 2  | 3  | 10 | 3  | 3  |
| 2  | −1  | Fernando Alonso    | 19     | 252    | 5  | 2  | 3  | 2  | 5  | 1  |
| 3  | −1  | Mark Webber        | 19     | 242    | 4  | 4  | 2  | 5  | 3  | 2  |
| 4  | 0   | Lewis Hamilton     | 19     | 240    | 3  | 5  | 1  | 1  | 5  | 3  |
| 5  | 0   | Jenson Button      | 19     | 214    | 2  | 3  | 2  | –  | 1  | 2  |
| 6  | 0   | Felipe Massa       | 19     | 144    | –  | 2  | 3  | –  | –  | 1  |
| 7  | 0   | Nico Rosberg       | 19     | 142    | –  | –  | 3  | –  | –  | 3  |
| 8  | 0   | Robert Kubica      | 19     | 136    | –  | 1  | 2  | –  | 1  | 3  |
| 9  | 0   | Michael Schumacher | 19     | 72     | –  | –  | –  | –  | –  | 2  |
| 10 | 0   | Rubens Barrichello | 19     | 47     | –  | –  | –  | –  | –  | 2  |
| 11 | 0   | Adrian Sutil       | 19     | 47     | –  | –  | –  | –  | –  | 3  |
| 12 | 0   | Kamui Kobayashi    | 19     | 32     | –  | –  | –  | –  | –  | 8  |
| 13 | +2  | Witalij Pietrow    | 19     | 27     | –  | –  | –  | –  | 1  | 5  |
| 14 | −1  | Nico Hülkenberg    | 19     | 22     | –  | –  | –  | 1  | –  | 4  |
| 15 | −1  | Vitantonio Liuzzi  | 19     | 21     | –  | –  | –  | –  | –  | 6  |
| 16 | 0   | Sébastien Buemi    | 19     | 8      | –  | –  | –  | –  | –  | 5  |
| 17 | 0   | Pedro de la Rosa   | 14     | 6      | –  | –  | –  | –  | –  | 6  |
| 18 | 0   | Nick Heidfeld      | 5      | 6      | –  | –  | –  | –  | –  | 1  |
| 19 | 0   | Jaime Alguersuari  | 19     | 5      | –  | –  | –  | –  | –  | 2  |
| 20 | 0   | Heikki Kovalainen  | 19     | 0      | –  | –  | –  | –  | –  | 5  |
| 21 | 0   | Jarno Trulli       | 19     | 0      | –  | –  | –  | –  | –  | 7  |
| 22 | 0   | Karun Chandhok     | 10     | 0      | –  | –  | –  | –  | –  | 2  |
| 23 | 0   | Bruno Senna        | 18     | 0      | –  | –  | –  | –  | –  | 9  |
| 24 | 0   | Lucas Di Grassi    | 18     | 0      | –  | –  | –  | –  | –  | 8  |
| 25 | 0   | Timo Glock         | 19     | 0      | –  | –  | –  | –  | –  | 8  |
| 26 | 0   | Sakon Yamamoto     | 7      | 0      | –  | –  | –  | –  | –  | 1  |
| 27 | 0   | Christian Klien    | 3      | 0      | –  | –  | –  | –  | –  | 1  |
| P  | +/− | Kierowca           | Starty | Punkty | P1 | P2 | P3 | PP | NO | NS |

### Konstruktorzy
| P  | +/− | Konstruktor          | Starty | Punkty | P1 | P2 | P3 | PP | NO | NS |
| -- | --- | -------------------- | ------ | ------ | -- | -- | -- | -- | -- | -- |
| 1  | 0   | Red Bull-Renault     | 38     | 498    | 9  | 6  | 5  | 15 | 6  | 5  |
| 2  | 0   | McLaren-Mercedes     | 38     | 454    | 5  | 8  | 3  | 1  | 6  | 5  |
| 3  | 0   | Ferrari              | 38     | 396    | 5  | 4  | 6  | 2  | 5  | 3  |
| 4  | 0   | Mercedes             | 38     | 214    | –  | –  | 3  | –  | –  | 4  |
| 5  | 0   | Renault              | 38     | 163    | –  | 1  | 2  | –  | 2  | 8  |
| 6  | 0   | Williams-Cosworth    | 38     | 69     | –  | –  | –  | 1  | –  | 6  |
| 7  | 0   | Force India-Mercedes | 38     | 68     | –  | –  | –  | –  | –  | 9  |
| 8  | 0   | BMW Sauber-Ferrari   | 37     | 44     | –  | –  | –  | –  | –  | 15 |
| 9  | 0   | Toro Rosso-Ferrari   | 38     | 13     | –  | –  | –  | –  | –  | 7  |
| 10 | 0   | Lotus-Cosworth       | 36     | 0      | –  | –  | –  | –  | –  | 13 |
| 11 | 0   | HRT-Cosworth         | 38     | 0      | –  | –  | –  | –  | –  | 13 |
| 12 | 0   | Virgin-Cosworth      | 36     | 0      | –  | –  | –  | –  | –  | 16 |
| P  | +/− | Konstruktor          | Starty | Punkty | P1 | P2 | P3 | PP | NO | NS |